# Погубљење украјинских културних личности (1937)
Погубљење украјинских културних личности (1937) такође црвена ренесанса (укр. Червоний ренесанс) - културна и књижевно-уметничка генерација 20-их и 30-их година ХХ века. у Украјини, која је произвела високо уметничка дела из области књижевности, филозофије, сликарства, музике, позоришта, биоскопа, а коју су совјетске власти уништиле 

## Позната имена
Представници интелигенције који припадају „стрељаном препороду” условно су подељени у неколико група у зависности од њиховог животног пута током и после Стаљинових репресија. У прву групу – директне жртве терора – спадају писци Валеријан Пидмогиљни, Валеријан Полишчук, Марко Вороњи, Никола Кулиш, Никола Хвиљов, Михаил Семенко, Јевхен Плужник, Никола Зеров, бојчукисти, Лес Курбас и многи други који су физички уништени. односно погубљени, умрли у 
концентрационим логорима или извршили самоубиство, на пола корака од хапшења .
Иако је већина њих рехабилитована већ касних 1950-их, њихова уметничка или научна продукција је забрањена у СССР-у и настављена је, или бар совјетске власти нису охрабривале њихово проучавање. Прећутало се да су такви глумци уопште постојали. Поред тога, многа, посебно касна, дела таквих уметника су уништена од стране репресивних совјетских власти током стаљинистичког периода. На пример, готово ниједно монументално дело Михаила Бојчука, оснивача читаве школе монументалног сликарства, није преживело. Неки од репресивних и прогањаних представника украјинске интелигенције успели су да избегну највиши степен казне и преживе у затворима и концентрационим логорима. Неки од њих су чак успели да побегну из концентрационих логора (Иван Багрјани). После одслужења мандата, Остап Вишња је постао послушни певач стаљинистичког режима, а Борис Антоненко-Давидович, који је пуштен тек после рехабилитације 1957. године, остао је у опозицији совјетском режиму до краја живота 
Тридесетих година 20. века уништен је и велики број културних личности старије генерације, који су се прославили још пре совјетске власти и припадају генерацији личности почетка 20. века, а не 1920-их и 30-их година. То су Људмила Старицка-Черњахивска, Никола Вороњи, Серхиј Ефремов, Хнат Хоткевич и други. Међутим, захваљујући политици украјинизације, они су активно учествовали у процесима развоја украјинске књижевности, културе, науке који су се одвијали у СССР-у. Неки од њих су се због тога вратили из емиграције, као Никола Вороњи, или су се посебно преселили из украјинских земаља под влашћу Пољске, попут Антина Крушелницког и његове породице 
За почетак масовног уништавања украјинске интелигенције сматра се мај 1933. године, када је 12-13. маја у згради „Слово” у Харкову дошло до хапшења Михаила Јаловог и самоубиства Миколе Хвиљовог. Врхунац деловања репресивног совјетског режима била су масовна погубљења „контрареволуционара“, почињена уочи 20. годишњице октобарског преврата. Дакле, 3. новембра 1937. године у тракту Сандармок (Карелија), по одлуци тројке НКВД-а, погубљени су: Лес Курбас, Никола Кулиш, Матвије Јаворски, Владимир Чеховски, Валеријан Пидмогилњи, Павло Филипович, Вале Филиповић, Вале. Григориј Епик, Мирослав Ирчан, Марко Вороњи, Михаил Козорис, Олекса Слисаренко, Михаил Јаловиј и други. Године 1930. објављено је 259 украјинских писаца, а после 1938. објављено их је само 36 (13,9%). Према наводима организације, 192 од 223 „нестала” писца су репресивна (стрељана или послата у Гулаг са могућим погубљењем или смрћу), 16 је нестало, а 8 је извршило самоубиство.

## Меморија
После распада СССР-а и отварања архива совјетских специјалних служби, широм Украјине су пронађене стотине тајних места за сахрањивање жртава репресије, од којих су најпознатије гробнице Биковња    